# Cabezas Rubias (kommunhuvudort)
Cabezas Rubias är en kommunhuvudort i Spanien.   Den ligger i provinsen Provincia de Huelva och regionen Andalusien, i den sydvästra delen av landet, 400 km sydväst om huvudstaden Madrid. Cabezas Rubias ligger 222 meter över havet och antalet invånare är 873.
Terrängen runt Cabezas Rubias är huvudsakligen platt, men österut är den kuperad. Terrängen runt Cabezas Rubias sluttar söderut. Runt Cabezas Rubias är det glesbefolkat, med 9 invånare per kvadratkilometer. Närmaste större samhälle är El Cerro de Andévalo, 13,2 km öster om Cabezas Rubias. Trakten runt Cabezas Rubias består i huvudsak av gräsmarker.